# Tóth János (rajztanár)
Tóth János (Hódmezővásárhely, 1852. január 30. – Budapest, 1893. március 18.) rajztanár.

## Élete
Szülővárosában a gimnáziumot, majd Budapesten az országos mintarajztanodát és rajztanári képezdét elvégezvén, a vasútépítő-társulatnál hivatalnok, később a mezőtúri, majd a rimaszombati egyesült protestáns gimnáziumnál rajztanár volt. Innét 1884-ben Nagykőrös választotta meg a gimnáziumhoz és a tanítóképző-intézethez a rajz és szépírás rendes tanárának. E tárgyak mellett Kalocsa Balázs buzgólkodásából és áldozatkészségéből több évig a fafaragászatban is tanította növendékeit. Az 1891-92. tanévben elméje elborulván, állásáról kénytelen volt lemondani.
Tankönyvei, melyeket tanárutódai is használtak, kőnyomatban jelentek meg:
- A középkori románépítészet rövid vázlata Magyarországon
- A középkori csúcsíves építészet rövid vázlata Magyarországon
- A népiskolai rajztanítás módszertana